# Universidad de Wisconsin-Milwaukee
La Universidad de Wisconsin–Milwaukee (UW–Milwaukee, UWM o Milwaukee) es una universidad pública de investigación urbana en Milwaukee, Wisconsin.  Es la universidad más grande del área metropolitana de Milwaukee y miembro del Sistema Universitario de Wisconsin. También es una de las dos universidades de investigación que otorgan títulos de doctorado y la segunda universidad más grande de Wisconsin.
La universidad consta de 14 escuelas y facultades,  incluida la única escuela de posgrado en ciencias del agua dulce en los EE. UU.,  la primera escuela de salud pública dedicada a la salud pública acreditada por CEPH en Wisconsin,  y la única escuela de arquitectura del estado.  En el año escolar 2015-2016, la Universidad de Wisconsin-Milwaukee tenía una matrícula de 27.156, con 1.604 miembros del profesorado,  que ofrecían 191 programas de grado, incluidos 94 títulos de licenciatura, 64 de maestría y 33 de doctorado. 
La universidad está clasificada entre "R1: Universidades de Doctorado - Muy alta actividad investigadora".  En 2018, la universidad tuvo un gasto en investigación de 55 millones de dólares. 
Los equipos deportivos de la universidad son los Panthers. Un total de 15 equipos atléticos Panther compiten en División I de la NCAA. Los Panthers han ganado el Trofeo James J. McCafferty como campeones de todos los deportes de la Horizon League siete veces desde 2000. Han ganado 133 títulos de la Horizon League y han disputado 40 apariciones en torneos de la NCAA a 2016. 

## Historia

### Historia temprana
En 1885, la Escuela Normal del Estado de Wisconsin abrió sus puertas para clases en 18th y Wells en el centro de Milwaukee. El primer presidente fue John Mapel, un alumno de la Universidad de Wisconsin Madison que anteriormente había sido superintendente de escuelas en Iowa. Sus ideas para el plan de estudios estuvieron influenciadas en gran medida por una gira que había realizado por Europa antes de trabajar en Iowa.[cita requerida] Durante los siguientes 42 años, la Escuela Normal del Estado de Milwaukee tuvo siete presidentes diferentes, la incorporación de programas de música y artes liberales y un rápido crecimiento a partir de una inscripción inicial de 76. En 1919, la escuela se mudó del centro a la ubicación actual cerca de la orilla del lago cuando se completó un nuevo edificio, ahora Mitchell Hall. En 1927, la escuela normal de Milwaukee cambió su nombre a Wisconsin State Teachers College-Milwaukee en un esfuerzo de los Regentes de la Escuela Normal del Estado por volver a centrarse en la instrucción de los maestros. La universidad se convirtió en una de las mejores escuelas de formación de profesores del país en la década de 1940. En 1951, la Legislatura autorizó a todas las universidades estatales a ofrecer programas de artes liberales.  Posteriormente, el Milwaukee State Teachers College se convirtió en Wisconsin State College–Milwaukee, pero todavía se lo conocía casualmente como "Milwaukee State", como lo había sido durante sus encarnaciones anteriores; conservando también los colores verde y blanco de la escuela y la mascota Green Gulls. 

### Universidad de Wisconsin-Milwaukee
La Universidad de Wisconsin-Milwaukee se fundó con la creencia de que Milwaukee necesitaba una gran universidad pública para convertirse en una gran ciudad.  En 1955, la legislatura del estado de Wisconsin aprobó un proyecto de ley para crear una gran universidad pública que ofreciera programas de posgrado en la ciudad más grande de Wisconsin. En 1956, Wisconsin State College-Milwaukee se fusionó con la división de Milwaukee de la Universidad de Wisconsin-Extension (una rama de posgrado de la Universidad de Wisconsin-Madison ) para formar la Universidad de Wisconsin-Milwaukee.  La nueva universidad constaba del campus de WSC cerca de la orilla del lago y el edificio de extensión de la Universidad de Wisconsin en el centro de Milwaukee. La primera inauguración de la nueva Universidad de Wisconsin-Milwaukee se celebró el 16 de junio de 1957. El 13 de junio de 1958, el alcalde socialista Frank P. Zeidler fue la primera persona en recibir un doctorado honoris causa de la universidad.
En 1964, el estado compró el campus de la institución privada para mujeres vecina, Milwaukee-Downer College, para ampliar el campus de la UWM; Milwaukee-Downer College se había fusionado previamente con Lawrence College para formar la actual Universidad Lawrence en Appleton, Wisconsin.  La universidad ya había comprado los antiguos campus y edificios del antiguo Seminario Milwaukee-Downer y la Escuela de la Universidad de Milwaukee a lo largo de Hartford Avenue. 
De 1956 a 1971, UW-Milwaukee, UW-Madison y los 10 centros para estudiantes de primer y segundo año afiliados a este último y sus extensiones estatales (Universidad de Wisconsin-Extensión) formaron parte del sistema original de la Universidad de Wisconsin. En 1971, la legislatura estatal fusionó esta entidad con las Universidades Estatales de Wisconsin para formar un Sistema Unido de la Universidad de Wisconsin bajo una sola junta de regentes. En 1988, el Sistema de la Universidad de Washington designó ocho Centros de Excelencia en la UWM. En 1994, la Fundación Carnegie designó a la UWM como Universidad de Investigación II (ahora Universidad de Doctorado/Investigación Extensiva). 
UWM se ha expandido a 12 escuelas y colegios y ahora ofrece 88 programas de pregrado y 48 programas de posgrado, incluidos 22 programas de doctorado, con un enfoque universitario en investigación académica, enseñanza y servicio comunitario. En 2005, UW-Milwaukee superó a UW-Madison en el número de estudiantes residentes en Wisconsin y se convirtió en la universidad con la mayor matrícula de residentes de Wisconsin. 
En 2006, la Junta de Educación Superior de Nueva Inglaterra (NEBHE) clasificó a la Universidad de Washington-Milwaukee como el noveno mejor "Salvador de Nuestras Ciudades", debido a su fuerte contribución positiva de una planificación estratégica cuidadosa y un uso reflexivo de los recursos que han fortalecido dramáticamente la economía y calidad de vida de Milwaukee,  y fue votada por el público como una de las diez mejores "Joyas de Milwaukee". 
En 2008 y 2009, la escuela contó con los establecimientos de la Escuela de Salud Pública y la Escuela de Ciencias del Agua Dulce. En 2010, UW – Milwaukee compró su complejo vecino del Hospital Columbia St. Mary's. A principios de 2011, UW-Milwaukee cerró la compra de terrenos para su Parque de Innovación en Wauwatosa.

## Facultades
La universidad consta de 15 facultades y escuelas, 70 centros académicos, institutos e instalaciones de laboratorio y ofrece un total de 191 programas de grado, incluidos 94 títulos de licenciatura, 64 de maestría y 33 de doctorado.  La Facultad de Ciencias del Agua Dulce es la única escuela de posgrado en ciencias del agua dulce en los EE. UU. y la tercera en el mundo.    La Escuela de Salud Pública Joseph J. Zilber es la primera escuela de salud pública dedicada a la salud pública acreditada por CEPH en Wisconsin.  La Escuela de Arquitectura y Planificación Urbana, la Facultad de Enfermería y la Facultad de Ciencias de la Salud son las más grandes de Wisconsin. 

## Bibliotecas
La biblioteca Golda Meir es la biblioteca principal de la universidad. La biblioteca de 379.000 pies cuadrados tiene más de 5,2 millones de artículos catalogados, muchos de los cuales están disponibles electrónicamente a través de reserva electrónica, catálogo en línea basado en la web, bases de datos e índices con capacidad de búsqueda. El edificio se construyó por primera vez en 1967 y luego se amplió con la adición del ala este en 1974 y el centro de conferencias en 1982. En 2007, se lanzó el Proyecto de Renovación de la Biblioteca Golda Meir, que contribuyó a crear Daniel M. Soref Learning Commons, completado en 2009. Este lugar, ubicado en el primer piso del ala oeste, brinda a los estudiantes espacios de aprendizaje para estudiar y trabajar juntos. La biblioteca lleva el nombre de Golda Meir, la cuarta primera ministra de Israel, que se graduó en 1917 en la Escuela Normal del Estado de Milwaukee, una institución predecesora de la Universidad de Wisconsin-Milwaukee. La Biblioteca Golda Meir también alberga la Biblioteca de la Sociedad Geográfica Estadounidense (AGSL), que "consta de casi 2 millones de elementos, incluidos mapas, atlas, globos terráqueos, fotografías, monografías, publicaciones seriadas y datos geoespaciales digitales", según el sitio web de Bibliotecas UWM. 

## Colegio de Honores
The Honors College es una división académica que enfatiza la educación personalizada para un grupo seleccionado de estudiantes universitarios.  Está abierto a estudiantes de todas las especialidades y disciplinas que cumplan y mantengan los requisitos de admisión a Honors College.  Los estudiantes de Honors College tienen un tutor de escritura designado, asesores especiales, espacio de estudio privado en la biblioteca y oportunidades para participar en investigaciones de pregrado. 
En 2008, había alrededor de 500 estudiantes matriculados en el Honors College y alrededor de 60 estudiantes se graduaban con el título de Honores cada año.

## Investigación
La universidad está clasificada entre "R1: Universidades de Doctorado - Muy alta actividad investigadora".  En el año 2015, la universidad tuvo un gasto total en investigación de 68 millones de dólares estadounidenses  y ocupó el puesto 179 entre las universidades de investigación de EE. UU. por gasto total en investigación en 2010. 

## Fundación de Investigación UWM
La Fundación de Investigación UWM apoya y comercializa la investigación y las innovaciones de la universidad. Proporciona gestión de propiedad intelectual, transferencia de tecnología, investigación patrocinada por empresas y servicios de asociación corporativa estratégica a investigadores de la UWM y corporaciones industriales. 

## Research Growth Initiative
La Research Growth Initiative (RGI) es un programa diseñado para expandir la empresa de investigación de la UWM mediante la inversión en proyectos con un retorno de la inversión anticipado a través de financiación externa. El proceso de solicitud es competitivo y riguroso. Las propuestas son evaluadas por revisores externos con reputación nacional y clasificadas según su calidad, recompensas y riesgos. 

## Campus
Los 104 acres (42 ha) El campus de UWM está ubicado en una zona residencial en el Upper East Side de Milwaukee . El campus está a cinco cuadras de la costa del lago Míchigan y a menos de diez minutos en auto del centro de Milwaukee. El sistema de tránsito del condado de Milwaukee brinda al campus acceso al transporte público en autobús en Milwaukee. El campus está dividido en patios central, norte, oeste y noroeste. Además del campus propiamente dicho, UWM incorpora una gran cantidad de otros sitios en toda el área metropolitana de Milwaukee.

#### Patio Central
El extremo norte del Central Quad es la Biblioteca UWM Golda Meir, una de las principales bibliotecas del país. La biblioteca consta de tres partes: el ala oeste, el ala este y el centro de conferencias en el nivel superior del ala este. El ala oeste y el ala este se completaron en 1967 y 1974 por separado. Las dos estructuras están unidas por pasillos en el sótano y en el segundo y tercer piso. Las extensiones norte de las alas este y oeste y un centro de conferencias en el cuarto piso se completaron en 1987. En 1979, la Biblioteca recibió el nombre de Golda Meir, la cuarta primera ministra de Israel, que asistió a la Escuela Normal Estatal de Milwaukee, una institución predecesora de la UWM.
El extremo sur del Central Quad está anclado por la Unión de Estudiantes de la UWM, el centro de vida estudiantil y universitaria de la UWM. En 350 000 pies cuadrados (32 516,1 m²)  , la Unión de Estudiantes es uno de los centros de estudiantes más grandes del país, y sus más de 26,000 visitantes por día durante los períodos académicos de primavera y otoño hacen de la Unión uno de los edificios más concurridos diariamente en Wisconsin. La Biblioteca Golda Meir al norte y la Unión de Estudiantes al sur están conectadas por Ernest Spaights Plaza, los espacios comunes centrales de UWM y el nivel del techo de la estructura de estacionamiento de Unión para 480 vehículos. Dominando la Plaza Ernest Spaights hacia el oeste se encuentra Bolton Hall, que alberga los Departamentos de Sociología, Antropología, Ciencias Políticas, Economía, Estudios Urbanos y Geografía, así como muchos centros de apoyo estudiantil, incluido el Centro de Éxito Estudiantil y la Oficina de Investigación de Pregrado (OIP).
Al oeste de Bolton Hall se encuentra Lubar Hall, sede de la Escuela de Negocios Sheldon B. Lubar. Esta instalación de cuatro pisos consta de 150 000 pies cuadrados (13 935,5 m²) de aulas, laboratorios de computación y espacio de oficinas y tiene capacidad para 2,000 estudiantes en sus instalaciones de instrucción al mismo tiempo. Construido originalmente en 1995 como Edificio de Administración de Empresas, pasó a llamarse en 2006, Lubar Hall en honor a Sheldon B. Lubar, un destacado empresario, líder cívico y filántropo de Milwaukee . Lubar es fundador y presidente de Lubar & Company, Inc., una firma de inversión privada. Su compromiso con la UWM y la educación superior abarca más de tres décadas, incluido el servicio como expresidente de la Junta de Regentes del Sistema de la Universidad de Wisconsin. La distinguida carrera de servicio público de Lubar también incluye su trabajo como Subsecretario del Departamento de Vivienda y Desarrollo Urbano de EE. UU. y Comisionado de la Administración Federal de Vivienda. Los controles automatizados de luz y temperatura originales del edificio presentaban un sistema llamado The Lighting Showcase de Wisconsin Electric Power Company. Fue diseñado para proporcionar la máxima eficiencia energética para el edificio académico más utilizado del campus de la UWM. Además de disponer de casi 200 oficinas, hay tres salas de conferencias, con un total de 785 plazas; siete aulas en forma de arco; diez aulas en forma de U; un aula de Executive MBA; tres laboratorios de computación; y dos niveles de estacionamiento subterráneo.
En el lado este de Ernest Spaights Plaza se encuentran el edificio de Arte, el edificio de Música y el edificio del Teatro, todos conectados indirectamente a través de una serie de pasillos en el sótano y en el segundo piso. Estos edificios forman parte de la Escuela de Artes Peck. Los edificios principales en el lado este del patio central son el Mitchell Hall, a veces conocido como "Old Main", que fue la sede del Milwaukee State Teachers College original; Garland y Pearse Halls (que anteriormente albergaban el Seminario Milwaukee-Downer); el Salón Curtin; etc.

#### Patio Norte
El lado norte del North Quad contiene Downer Woods, un área boscosa y centro de conservación. En el lado oeste de North Quad se encuentran Sandburg Residence Halls, un complejo que comprende cuatro dormitorios de gran altura. Sandburg Residence Hall alberga a unos 2.700 estudiantes.
En la parte central del North Quad se encuentran las instalaciones deportivas cubiertas de la escuela, el Klotsche Center y su nueva incorporación, el Pavilion. Junto a las instalaciones deportivas cubiertas se encuentra Chapman Hall y Enderis Hall, de 11 pisos, que alberga la Facultad de Ciencias de la Salud, la Facultad de Educación y la Escuela de Bienestar Social Helen Bader.
El lado este del North Quad es un grupo de antiguos edificios rojos, incluidos Holton Hall, Merrill Hall, Johnston Hall, Sabin Hall y otros. Estos edificios más antiguos fueron adquiridos por la universidad en la compra del campus de Milwaukee-Downer College .  El "Quad" de Milwaukee-Downer (Holton, Johnston, Merrill y Greene Halls) se agregó al Registro Nacional de Lugares Históricos en 1974. 

#### Patio Oeste
El West Quad es la ubicación de la Facultad de Ingeniería y Ciencias Aplicadas, la Facultad de Enfermería, la Escuela de Arquitectura y Planificación Urbana y los departamentos de ciencias naturales. La Facultad de Ingeniería y Ciencias Aplicadas se encuentra en el edificio EMS. El Edificio de Física está al sur, y el Edificio de Química y Lapham Hall (que alberga los Departamentos de Biología y Geociencias, así como el Museo Conmemorativo Thomas A. Greene ) están al este. Cunningham Hall en el lado noroeste alberga la Facultad de Enfermería.
El galardonado edificio de arquitectura y planificación urbana en el lado este del West Quad se completó en 1993. Con más de 143 000 pies cuadrados (13 285,1 m²), es uno de los edificios de escuelas de arquitectura más grandes construidos en Estados Unidos en los últimos cuarenta años. El exterior del edificio en forma de L tiene paredes de ladrillo acentuadas por paneles metálicos y grandes ventanales. Las paredes de cristal que dan al patio central ofrecen una vista de esa zona desde casi todas las habitaciones del edificio. En el interior, los conductos de aire, las lámparas y el sistema estructural quedaron expuestos, proporcionando un entorno arquitectónico de enseñanza único. El edificio incluye estudios de diseño para estudiantes, aulas, una sala de conferencias, áreas de exhibición, laboratorios de computación, oficinas, un centro de medios y fotografía, y centros de investigación.
En octubre de 2015, la universidad inauguró el Complejo de Investigación Interdisciplinaria Kenwood, un edificio distintivo de 141.000 pies cuadrados a un costo de 80 millones de dólares.  
En mayo de 2019, UWM abrió el Centro de Emprendimiento UWM Lubar y el Centro de Bienvenida de UWM en un nuevo edificio de $8,3 millones, ubicado justo al sur del Complejo de Investigación Interdisciplinaria Kenwood. 
Rodeado por los edificios del West Quad se encuentra el Estadio Engelmann, sede de los equipos de fútbol masculino y femenino de los Milwaukee Panthers. Construido en 1973, el estadio con capacidad para 2000 personas está ubicado entre edificios en el medio del West Quad, lo que lo convierte en un estadio único entre los recintos deportivos estadounidenses. El estadio Engelmann es sede del torneo de temporada más antiguo del fútbol masculino de la División I de la NCAA, el Panther Invitational. UWM ha sido sede del evento anualmente desde el inicio del programa en 1973, salvo la temporada de 1990. El torneo cumplió 38 años en 2012. 

#### Patio Noroeste
El antiguo hospital Columbia-St.Mary's fue adquirido en 2010. Contiene un complejo de siete edificios, con más de 820 000 pies cuadrados (76 180,5 m²)   y una estructura de estacionamiento, ampliando el campus en un 20 por ciento.  Actualmente, el edificio alberga la Escuela de Estudios de la Información, la guardería de la UWM, el Invernadero de Ciencias Biológicas y numerosas oficinas departamentales. Los usos de las partes restantes del complejo aún no se han determinado, aunque la universidad dijo en 2020 que derribaría el Edificio A, el antiguo edificio del Hospital Columbia.  La demolición comenzó en la primavera de 2022 después de que la pandemia de covid-19 retrasara el proyecto. El antiguo ala este se llama actualmente Edificio A, el ala oeste como Edificio B, el Edificio Clínico como Edificio C y el Edificio de Artes Médicas como Edificio D.